# Gaëlle Doitteau
Pour les articles homonymes, voir Doitteau.
Gaëlle Doitteau (née en 1983) est une entomologiste et paléontologiste française, auteur de taxons.

## Biographie
Elle travaille pour le MNHNP à Paris.